# 国際空港上屋
国際空港上屋株式会社（こくさいくうこううわや、英: International Air Cargo Terminal Co., Ltd.、IACT)とは、 航空貨物を取り扱う上屋業務やグランドハンドリング業務を行う、日本の企業である。

## 概要
1965年（昭和40年）に、東京国際空港における輸入航空貨物の取り扱い・保管業務を航空会社運営協議会（AOC）から単独で指名され、以来輸入共同上屋業務を行っている。

## 沿革
- 1963年（昭和38年）10月 - 藤井空港サービス株式会社として創業[1]
- 1964年（昭和39年）12月 - 国際空港上屋株式会社に社名変更[1]
- 1978年（昭和53年）5月 - 新東京国際空港（現・成田国際空港）開港に伴い、成田営業本部を開設[1]
- 2011年（平成23年）3月 - 東京税関からAEO制度の特定保税承認者として認定される[1]
- 2020年（令和2年）11月 - 国際航空運送協会（IATA） の医薬品輸送品質認証「CEIV Pharma」取得[2]

## 拠点
- 本社

東京都中央区東日本橋1-1-7 野村不動産東日本橋ビル5F
- 成田営業拠点

千葉県成田市成田国際空港内　輸入共同上屋ビル
- 羽田営業所

東京都大田区羽田空港2-6-3　第1国際貨物ビル474号
- IACT成田物流センター

千葉県山武郡芝山町岩山字井森戸114-7

## 関連企業
- 株式会社アイ・シー・エス（人材派遣業・通関業）[1]
- スカイポートサービス株式会社（グランドハンドリング事業）[1]